# Ālūj
Ālūj (persiska: آلوچ, آلوج, Ālūch) är en ort i Iran.   Den ligger i provinsen Ardabil, i den nordvästra delen av landet, 400 km nordväst om huvudstaden Teheran. Ālūj ligger 1 249 meter över havet och antalet invånare är 469.
Terrängen runt Ālūj är kuperad åt nordväst, men åt sydost är den bergig.Runt Ālūj är det ganska tätbefolkat, med 56 invånare per kvadratkilometer. Närmaste större samhälle är Meshgīn Shahr, 10,3 km öster om Ālūj. Trakten runt Ālūj består i huvudsak av gräsmarker.